# Muralla de Cuéllar
La muralla de Cuéllar es una cerca militar de origen románico que rodea el casco antiguo de la villa segoviana de Cuéllar. Representa uno de los conjuntos murados más importantes y mejor conservados de la comunidad autónoma de Castilla y León (España).
El conjunto amurallado consta de tres recintos diferenciados: el de la ciudad, la ciudadela y la contramuralla. Además, se han encontrado restos arqueológicos de un cuarto recinto, actualmente desaparecido. Las murallas fueron construidas a partir del siglo XI y reforzadas en el siglo XV por Francisco Fernández de la Cueva, segundo duque de Alburquerque y señor de la villa. Inicialmente tenían, en su conjunto, una longitud superior a los 2.000 metros (2 km), de los cuales se conservan aproximadamente 1.400. Poseen metro y medio de grosor y una altura media superior a los cinco metros. Se conservan siete de las once puertas que permitían el acceso a diferentes puntos de la población, destacando entre todas ellas el arco de San Basilio, de estilo mudéjar.
A partir del siglo XVII dejaron de tener una utilidad defensiva, y el interés por su conservación fue decayendo hasta que, en el siglo XIX, se comenzaron a derribar los tramos más deteriorados. Esto, junto con los hundimientos provocados por el desgaste y el abandono, hicieron que se perdiese una cuarta parte de los muros. En los años 1970 se comenzó a frenar este deterioro, rehabilitando diferentes partes.
La última restauración finalizada en 2011 gracias a un proyecto del Ministerio de Vivienda que, con un presupuesto de 3,4 millones de euros provenientes de fondos europeos, puso en valor el conjunto como atracción turística, haciendo practicables algunos tramos de muralla.
El recinto murado, que presenta gran semejanza con la arquitectura militar toledana del siglo XIV, fue declarado en 1931 junto al Castillo de Cuéllar, monumento artístico nacional, distinción actualmente denominada Bien de interés cultural.

## Historia

### Construcción: siglosXI-XV

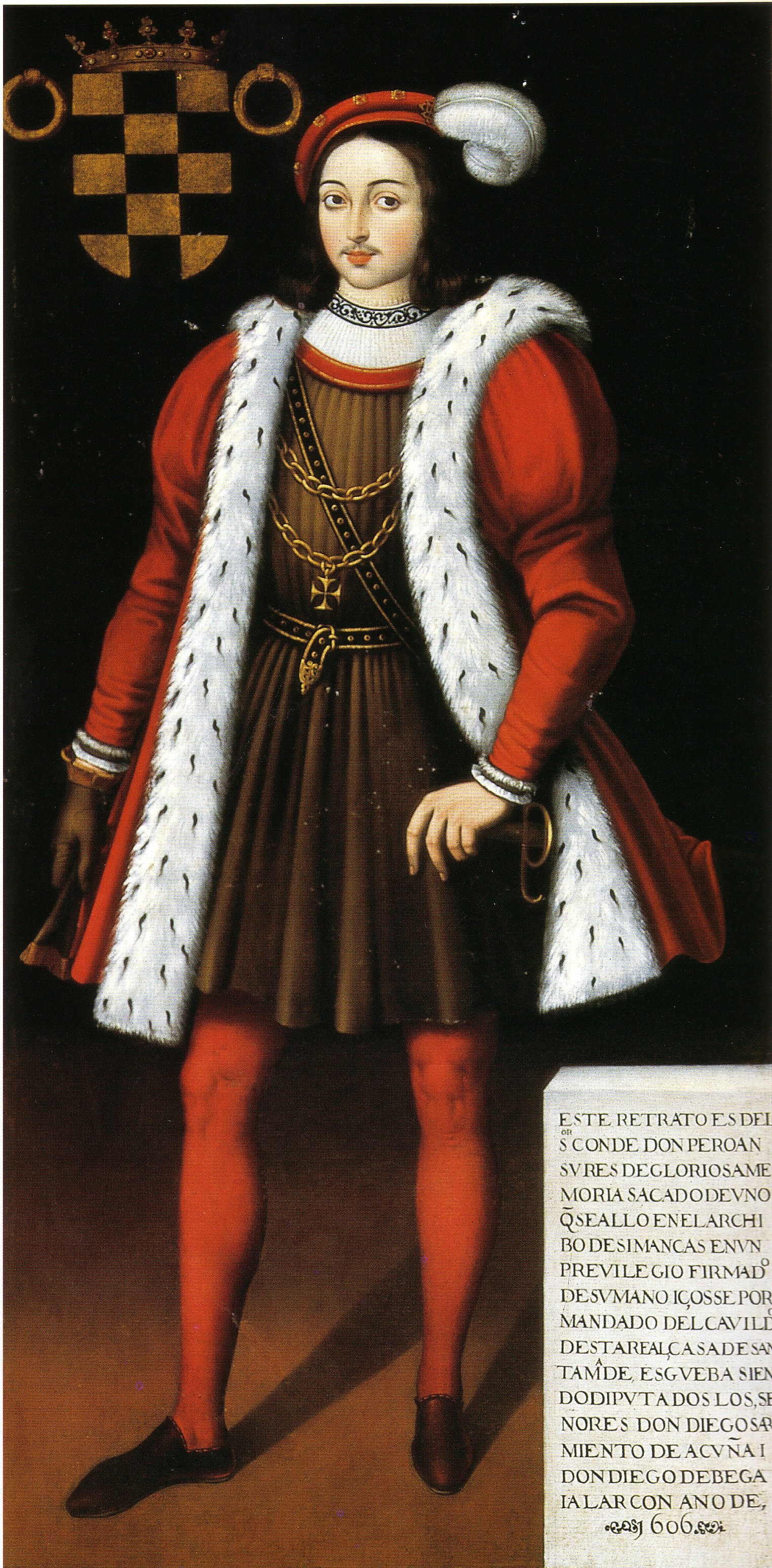
Pedro Ansúrez, repoblador de Cuéllar.

La muralla era el principal de todos los elementos del fenómeno urbano medieval. Su presencia hacía posible la existencia de un caserío resguardado con cierta densidad, y la cerca es lo primero que pone de manifiesto la dicotomía campo-ciudad. Esta necesidad inicial de defensa era más acusada en las regiones fronterizas, como es el caso de Cuéllar, en la margen del río Duero. Al igual que gran parte de los núcleos creados con motivo de la repoblación, la villa se levantó en el yermo, buscando pequeñas colinas para defenderse. A través de ellas discurre la muralla, fortificando su parte más alta, por lo que su trazado obedece a un acondicionamiento topográfico, adaptándose a la orografía del terreno.
La muralla de Cuéllar tiene su origen en la Alta Edad Media, cuando tuvo lugar la definitiva repoblación de la villa, encomendada por Alfonso VI de Castilla al conde Pedro Ansúrez. El inicio de su construcción puede fecharse a partir del año 1085, en dicha repoblación, tal y como atestiguan los restos más antiguos de muralla que se han encontrado, localizados en el castillo y datados en el siglo XI. Esta construcción se extendió a lo largo de los siglos XII y especialmente en el XIII.
La primera noticia documentada data de 29 de abril de 1264. Se trata de un documento de Alfonso X el Sabio por el cual concedió, a petición del concejo de Cuéllar, que la recaudación de ciertas multas se emplease para el arreglo de la muralla:

e porque nos piden merçed que las caloñas que fazen los que entran en los exidos de concejo, que vos las diessemos para pro de vuestro concejo. Nos por fazervos bien e merçed catando que los muros de la villa e otrossí las puentes que avedes mucho mester son a pro e a guarda de vos, e que son cosas de que vos avedes mucho a servir, e que non podedes escusar, tenemos por bien que las caloñas que fueren por razón de los exidos que sean para estas cosas sobredichas.

Nuevamente el concejo de la villa solicitó a un monarca, esta vez a Enrique II de Castilla en 1374, la concesión de las heredades situadas en la villa que habían pertenecido a Juana de Castro para la reparación de la muralla, petición que no fue aceptada por el rey. La muestra del interés de la villa por su muralla se deduce de otra nueva petición, esta vez al infante don Fernando, quien concedió licencia al concejo el 13 de febrero de 1403 para reparar los muros, y para ello debieron pagar 30 000 maravedís todos los vecinos de Cuéllar y su Tierra, sin distinción de estados:

...licencia para que podades reparar los muros que para ello son menester, sabed que me plaze dello. E así vos mando e do licencia por esta mi carta para que las dichas cosas podades reparar e reparades por todos los vesinos e moradores en esa dicha villa en su tierra treinta mil ochocoentos maravedís e que paguen todos los vesinos e moradores en esta dicha mi villa e su tierra así clérigos como legos, caballeros e escuderos e dueñas e doncellas.

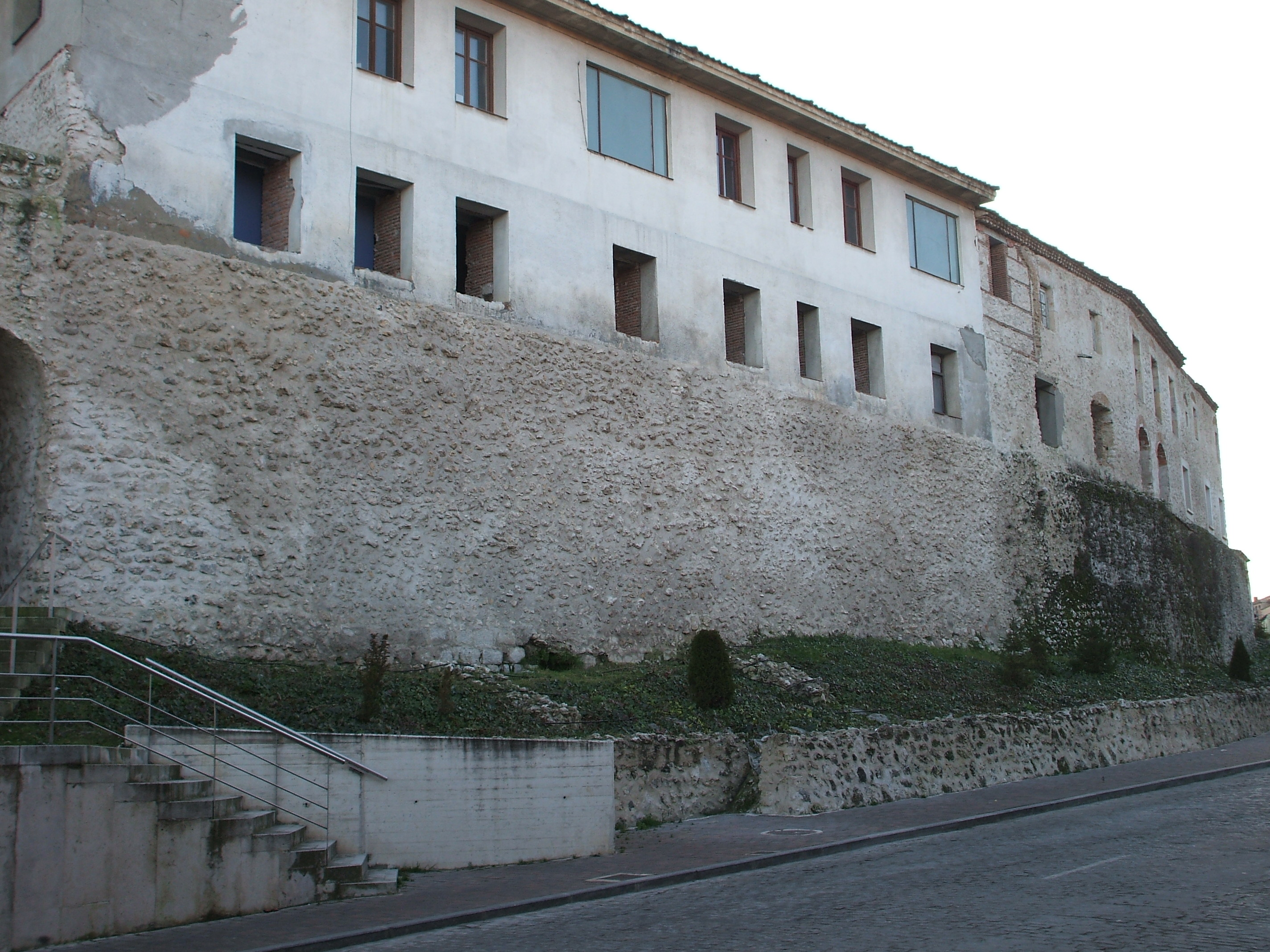
Hospital de la Magdalena, construido sobre la muralla.

En 1427, tras la preocupación del concejo por fortalecer y restaurar sus muros defensivos, Juan II de Aragón, que era entonces señor de la villa, firmó en Valladolid un documento dirigido al concejo, para que autorizase al arcediano Gómez González a edificar adosado a la muralla el Hospital de la Magdalena, una de sus fundaciones, dejando a salvo la ronda y defensa de la misma, pero rompiendo para ello parte del muro. Al parecer existió una autorización previa pero el concejo, preocupado por la defensa de la ciudad, se opuso después a las obras. El arcediano tuvo que solicitar de nuevo permiso al rey, quien contestó que se le dejase concluir el edificio. Finalmente el arcediano no cumplió con lo que el señor de la villa le impuso, y no respetó el paseo de ronda de la muralla, pues apoyó el edificio literalmente sobre esta, sin dejar opción al paseo de ronda.

### Reformas delsigloXVI

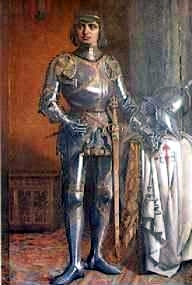
Beltrán de la Cueva en una visión pictórica del.

Las murallas se reconstruyeron y ampliaron durante los siglos XIV y XV con fines defensivos. Cuando Beltrán de la Cueva llegó al señorío de Cuéllar en 1464 las murallas románicas se encontraban en buen estado, pero a la vez que realizó las obras de ampliación del castillo, reforzó también el resto de fortificación. Así, en 1471 amplió la muralla norte con objeto de levantar el lienzo y la barbacana. A su vez, fortaleció el lienzo del primer recinto que transcurre desde el arco de San Basilio hasta el muro más próximo del castillo.
En esta época los Reyes Católicos iniciaron un programa general de inspección y reparación de murallas en ciudades castellanas en el que instaron a señores, priores, maestres y corregidores de las villas a que informasen de la situación de las mismas a través de maestros arquitectos, y de quantos maravedis se han de gastar para su restauración, por lo que es posible que las obras llevadas a cabo por el primer duque se debieran a esa campaña de murallas que realizaron los monarcas.
Tras la muerte de Beltrán, acaecida en 1492, su hijo y sucesor Francisco Fernández de la Cueva, II duque de Alburquerque y II señor de la villa, llevó a cabo las reformas más importantes del conjunto, siguiendo las pautas marcadas por su padre. Las obras se iniciaron hacia el año 1500 y tuvieron como principal cometido reforzar los muros existentes para poder defender sus derechos sobre la villa ante un posible ataque de su madrastra, María de Velasco, quien consideraba que tenía derechos sobre la misma. La mitad del coste de las obras fue sufragado por el duque, algo inusual, ya que el pago de este tipo de reformas corría a cargo de la población, y no del señor.
Las obras llevadas a cabo por el II duque comenzaron fortaleciendo el primer recinto, desde la iglesia de San Esteban hasta el arco de San Martín, y desde este al de Santiago, elevando sus lienzos y dotando de almenado y merlones con saeteras al conjunto. También intervino en el arco de San Pedro, dotando al ábside de su iglesia de una apariencia militar, y colocó su escudo de armas, al igual que lo hizo en todas las puertas del recinto de la ciudadela que reforzó.

### Abandono: siglosXVII-XIX
A partir del siglo XVII y sobre todo del XVIII, las murallas dejaron de ser una edificación principal, pasando a un segundo plano para la población. Este desuso hizo que se debilitase paulatinamente, y comenzó una época de abandono para el conjunto que llevó a la pérdida de parte del recorrido murado. La iniciativa marcada en el siglo XV por el señor de Cuéllar permitiendo edificar sobre la muralla, dio pie a que se comenzase a construir de forma masiva edificaciones adosadas a ella, y así en 1587 se autorizó a Juan de Ortelano a construir una casa junto a la muralla de San Pedro; otra autorización llegó a mediados del siglo XVII, para hacer lo mismo junto al arco de San Martín. El proceso de edificar cargando vigas sobre los muros proporcionó un gran deterioro a los mismos, pues para obtener mayor amplitud se rebajaron por el interior, y se abrieron bastantes ventanas y otros espacios rompiendo así la pulcritud y firmeza que habían poseído.

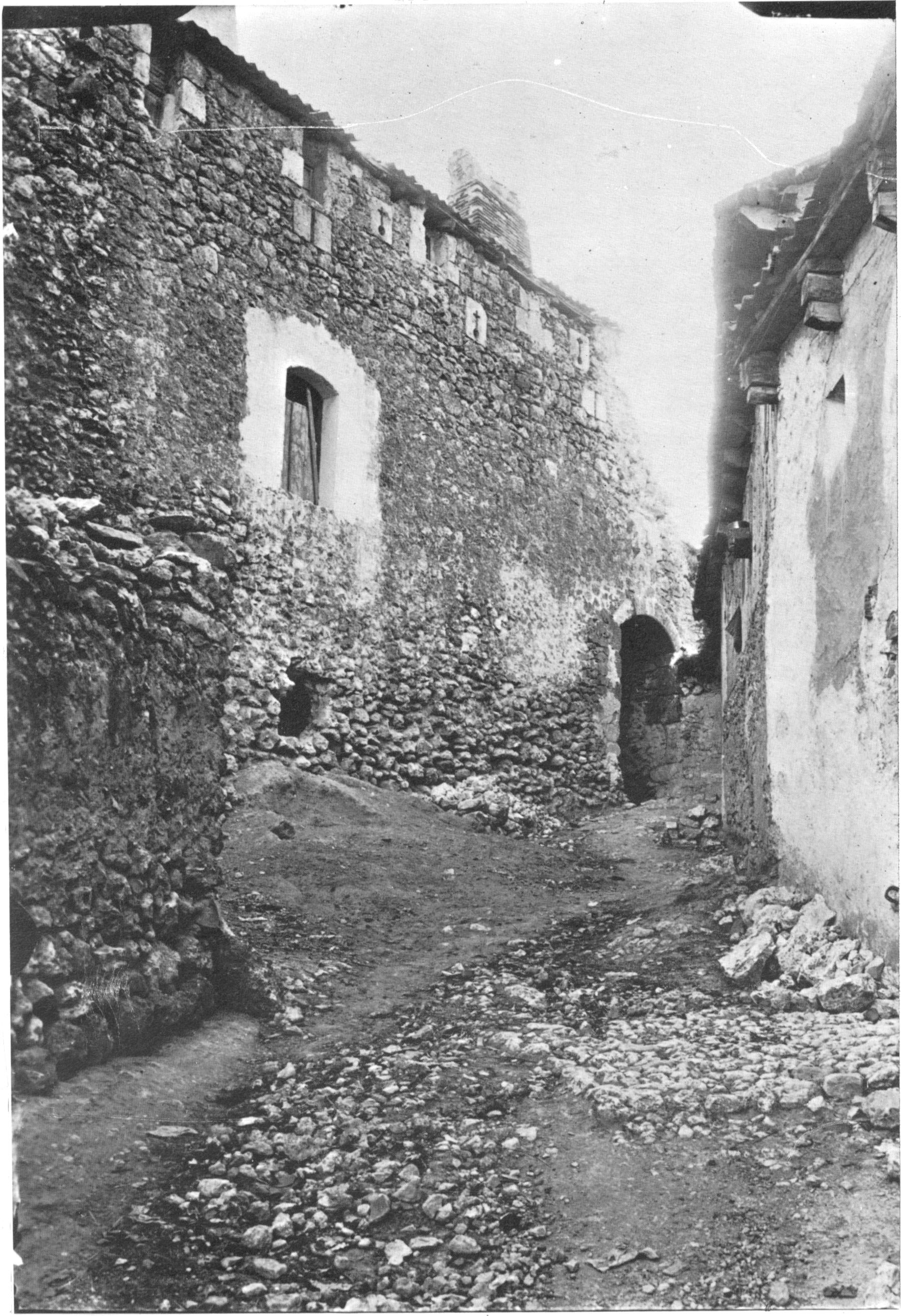
Puerta de la Judería a finales del, donde se aprecia el uso del almenado como ventanas y otras abiertas directamente en el muro.

A mediados de este siglo la población desmontó algunos paños de muralla para reutilizar la piedra en sus casas, a lo que el concejo respondió con demandas y multas, como ocurrió en 1649. En el siglo XVIII se vio obligado a derribar el arco exterior de la puerta de Carchena, dejando únicamente el más fuerte, el interior. También se encontraba en peligro de hundimiento el arco de la Trinidad en 1777, cuya muralla había perdido ya el almenado en un derrumbe anterior.
Las murallas pertenecían al duque de Alburquerque como señor de la villa. A partir de la abolición de los señoríos en 1811 continuaron en posesión de la Casa Ducal. Esta sufrió ese mismo año uno de los cambios más importantes de su historia cuando el 
XIV duque falleció en Londres sin sucesión que heredase su Casa, extinguiéndose definitivamente el linaje de la Cueva en el ducado. Tras un largo pleito de diecinueve años, la Casa de Alburquerque recayó en la familia Osorio, marqueses de Alcañices y de los Balbases, en la persona de Nicolás Osorio y Zayas, defensor de la Revolución Liberal.
El nuevo duque de Alburquerque se desvinculó totalmente de Cuéllar, una tierra que había heredado de sus antepasados pero con la que no guardaba ninguna relación sentimental ni histórica, pues heredó la Casa por línea femenina, comenzando así el mayor deterioro de las murallas, y ocasionando el golpe más decisivo contra el recinto. En 1842 el paño de muralla junto al Estudio de Gramática amenazaba ruina y el ayuntamiento comunicó la situación al nuevo duque, que no quiso hacer frente a su restauración. El mismo año se acordó quitar las puertas de los arcos de San Andrés y Carchena para evitar que el peso de las mismas contribuyera al derrumbamiento de dichos arcos. Años más tarde se retiraron también las del arco de la Trinidad, que se tasaron en 320 reales y se colocaron en el corral del mesón.
En 1858 se denunció el hundimiento de otro paño junto al arco de Santiago y, en la misma zona, hubo un derrumbe en noviembre de 1859. Estos desplomes alarmaron a las autoridades de la villa y la cuestión jurídica de la propiedad de las murallas pasó al primer plano municipal, ya que si el duque de Alburquerque, quien se consideraba dueño de las mismas no intervenía en ellas, el ayuntamiento debía tomar una medida para evitar que la población continuase en peligro. Se consultó a diversos juristas sobre la legalidad de la posesión ducal de los muros, y su respuesta fue terminante: al quedar abolidos los señoríos jurisdiccionales, el duque no podía considerarse dueño de las mismas y, tras diversos trámites, se obligó al duque a que renunciase sobre sus derechos, pasando a partir de entonces la titularidad del recinto amurallado al ayuntamiento.
Tras ello, las autoridades provinciales intervinieron en el asunto y enviaron a un delineante de obras públicas para que realizase un informe sobre el estado de la muralla, en el que señaló cuatro zonas en grave peligro: el paño comprendido entre los arcos de Santiago y el de las Cuevas; desde el Hospital de las Llagas hasta el arco de San Martín; desde el arco de Carchena hasta el de San Pedro y, finalmente, el entorno y arco de la Trinidad. Ante tal informe el ayuntamiento ordenó a los vecinos dueños de las casas adosadas a los dichos tramos de muralla en peligro, que desalojaran sus viviendas, así como también la retirada de escombros. Un nuevo informe se realizó en 1868 por el cual se dictaminó el derribo de los paños de muro que se encontraban en peligro, al que acompañaba un presupuesto de gastos y el modo en que debía realizarse, aunque el desmonte de los mismos no se realizó de forma inmediata, sino que se llevó a cabo en varios años. Finalmente, en 1873 se hundió un paño de muralla junto al arco de la Trinidad, desapareciendo los pocos restos que conservaba de su almenado.

### Derribo:sigloXX

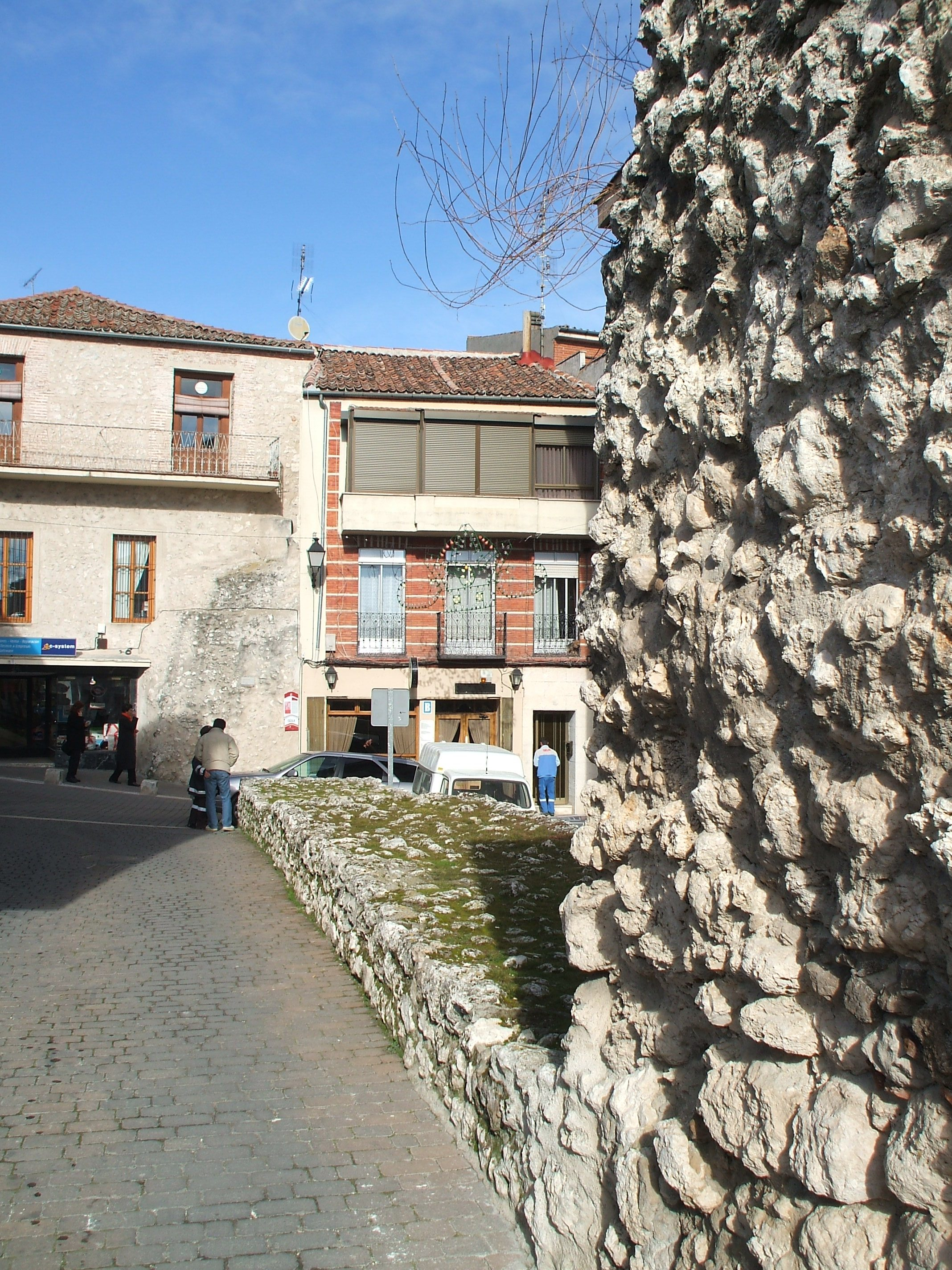
Muralla que cerraba con el arco de Carchena. Adosado a los edificios aún puede verse parte de su torreón.

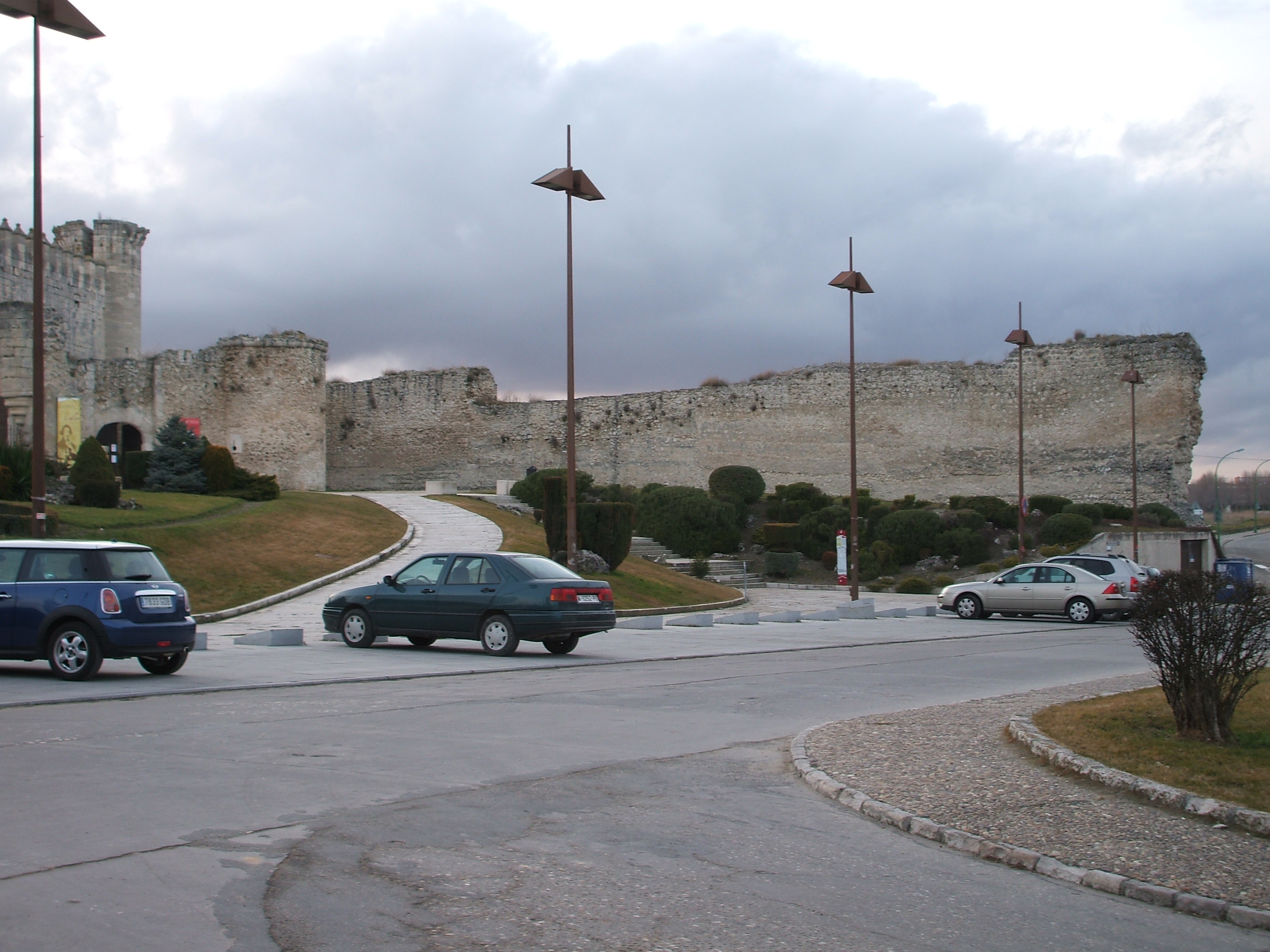
Rebaje de la muralla junto al castillo que llevaron a cabo los presos en la década de 1940 para reutilizar la piedra.

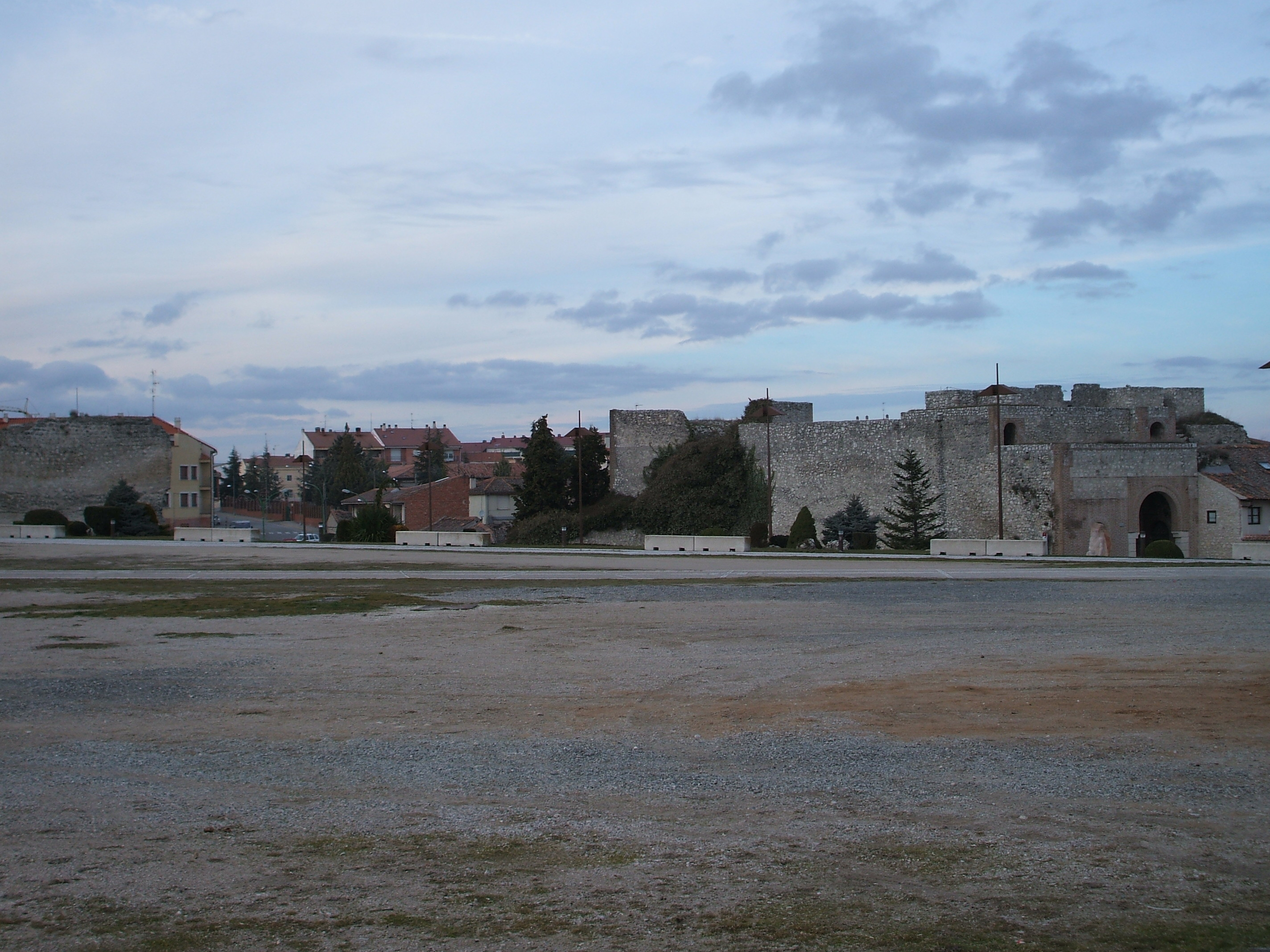
Tramo de muralla entre el castillo y el arco de San Basilio, donde se observa el paño intermedio derribado para crear un acceso más amplio.

La nueva titularidad no reportó ningún beneficio al monumento pues, a causa de la escasez económica del ayuntamiento y el estado ruinoso de las murallas, no comenzaron a restaurarse hasta principios del siglo XX, después de que en el último tercio del XIX se llevasen a cabo los derribos señalados en los informes, debido a que el coste de restauración era mayor que el de su demolición.
En 1873 se derribó el arco de Carchena, y un año después se hundió parte del lienzo de las calles de la Barrera y Herreros. Un nuevo y aparatoso hundimiento en la zona en 1878, en el que desapareció definitivamente el gran paño que envolvía dichas calles, volvió a poner de actualidad el estado de las murallas. El informe señaló varios puntos peligrosos: el lienzo junto al arco de Santiago, calles de la Barrera, de la Magdalena, San Julián, Herreros y arco de la Trinidad. En 1879 se comenzó el derribo de la muralla de la calle de los Herreros, y el 12 de julio del mismo año el ayuntamiento acordó derribar el arco y paño de muralla de la Trinidad. En 1884 se eliminó el arco de Carchena, así como una de las arcadas del de San Andrés. El 19 de diciembre de 1891 se prohibió obtener piedra y tierra de la pendiente que suponía el paño de muralla del castillo, y en 1895 se derribó el arco de San Pedro, que no sólo redujo el peligro, sino que se logró así el ensanche de la calle como cuestión de ornato y arreglo de la vía pública, tal y como justifican las actas municipales. Por entonces también debió derribarse el arco de las Cuevas, aunque no consta su fecha.
Durante las primeras décadas del siglo XX las murallas comenzaron a perder estabilidad de manera progresiva. Entre 1923 y 1924 el ayuntamiento comenzó a destinar pequeñas partidas económicas para su restauración, al igual que lo hizo entre 1931 y 1932, obras que continuaron tras la denominación de conjunto Histórico-Artístico en 1931.
En los años 1940, durante la etapa en la que el castillo fue penal, uno de los trabajos de los presos consistió en rebajar dos metros la altura de la muralla en la zona norte del castillo, con vistas a la carretera de Valladolid, para emplear la piedra en la construcción del desaparecido sanatorio antituberculoso situado al sur del castillo.
En 1955 se derribó un importante paño de muralla entre el arco de San Basilio y el castillo, para obtener un acceso más amplio a la calle del Palacio que el proporcionado por el citado arco. La intervención, de gran envergadura, resultó fuertemente criticada por los vecinos de la villa por diversos motivos. En primer lugar, por el atentado contra el patrimonio que la actuación suponía, a lo que la corporación municipal respondió que ya existía un pequeño paso, de un hundimiento sufrido siglos antes, y que únicamente se había ampliado con un derribo menor, hecho que corroboran fotografías anteriores al derribo, aunque se trataba de un pasillo muy estrecho practicado en un extremo y de un tamaño mínimo, nada que ver con el visible después de la intervención, en la que desaparecieron unos ocho metros de muro aproximadamente. Para llevar a cabo la intervención hubo de moverse miles de metros cúbicos de tierra, ya que el nivel del terreno en el interior de la ciudadela era mayor que en el exterior.
Las denuncias públicas se hicieron más fuertes cuando los vecinos comprendieron la situación: el nuevo acceso abierto permitía la entrada y salida de camiones de gran tamaño a la explanada del castillo, donde se ubicaba una fábrica de achicoria propiedad del alcalde en funciones, Felipe Suárez, lo que provocó gran conmoción en la villa. Efectivamente, el tamaño del arco de San Basilio no permitía la entrada de grandes camiones, e incluso era frecuente que los menores quedasen atrancados en la puerta durante sus intentos. La nueva entrada permitía a la fábrica cargar y descargar directamente desde su interior, ahorrando los trabajos de los carretilleros que hasta entonces habían tenido que trasladar a mano la mercancía fuera del recinto para su carga.
El 14 de diciembre de 1960 fue autorizada, por parte del Ayuntamiento, la demolición de un panel de muralla en la parte baja de la villa, que cerraba el recinto de la ciudad con el desaparecido arco de San Pedro. Dentro de su demolición también se incluyó una casa solariega perteneciente a la familia Hinestrosa, y que por entonces se consideraba la casa natal de Diego Velázquez de Cuéllar, primer gobernador de Cuba.

### Intento de recuperación:sigloXX

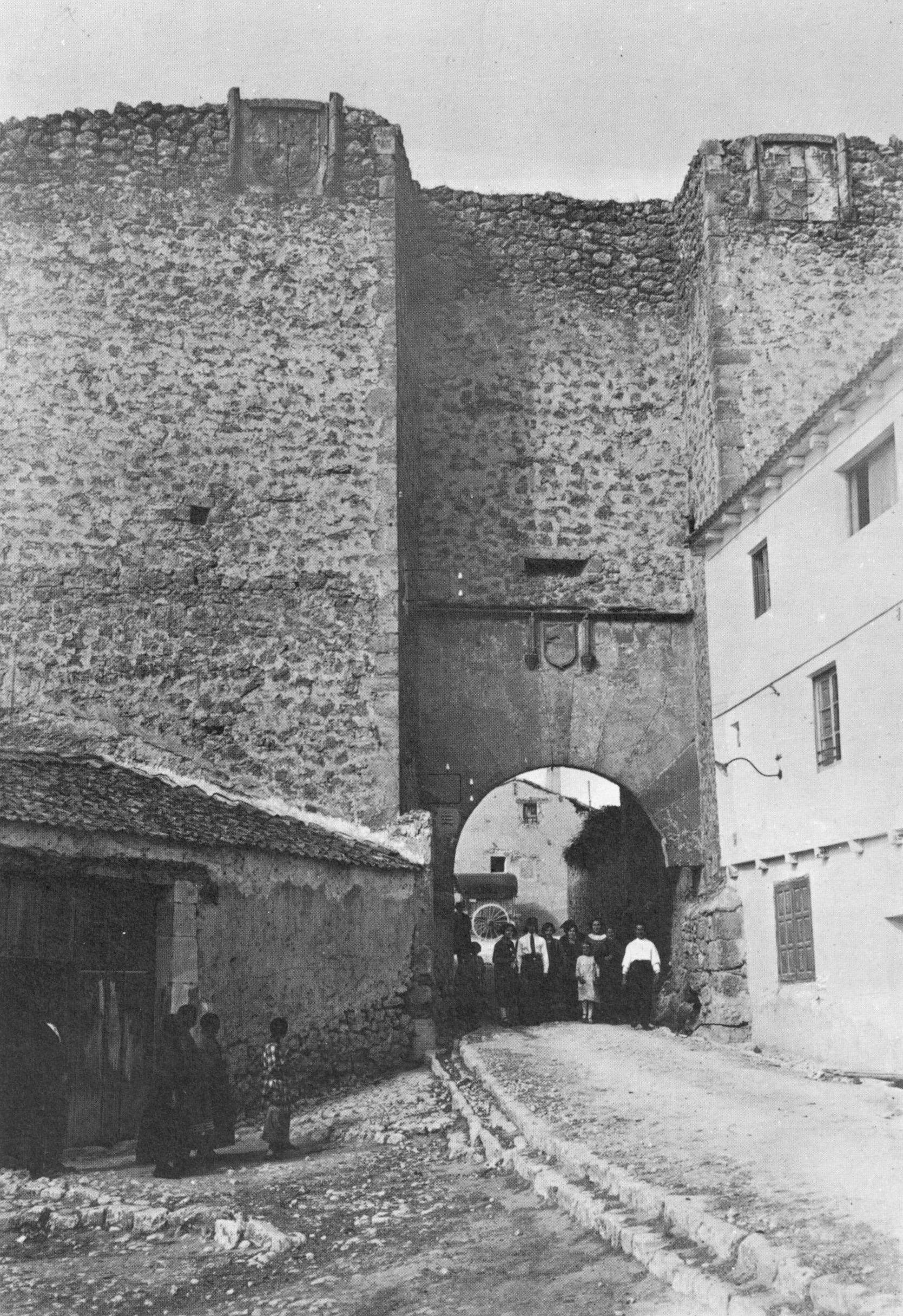
Casas adosadas a ambos lados del arco de San Martín a principios del, eliminadas en 1977.

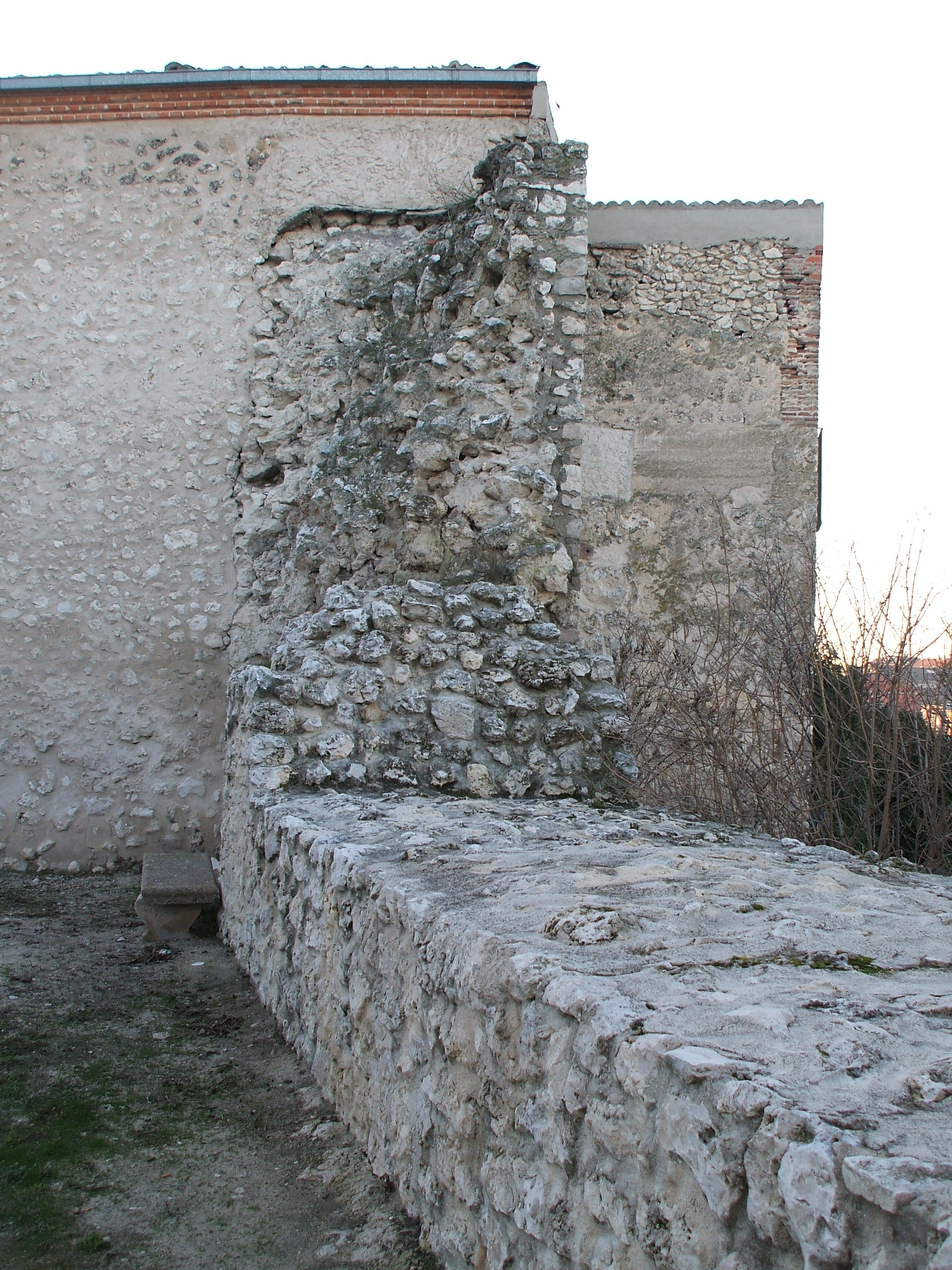
Paño de muralla derribado de forma ilegal frente a la plaza de San Gil en 1998. Tras ella, el Torreón de los Daza.

En la década de los años 70 las murallas comenzaron a recuperar su interés histórico, y la administración mostró su preocupación a través de sucesivas restauraciones de pequeña envergadura. Así, el 19 de febrero de 1972 la entidad financiera Caja Segovia aportó un donativo de 350 000 pesetas para la restauración del arco de San Basilio, obra para la que la Diputación Provincial de Segovia aportó 100 000 pesetas más, que llevó a cabo una Escuela Taller a través del Ayuntamiento de Cuéllar.
El 4 de febrero de 1977 se hundió parte del torreón del arco de Santiago, siendo restaurado por la Dirección General de Bellas Artes de inmediato, aunque los criterios utilizados no devolvieron al torreón su estructura original, ya que su altura quedó reducida considerablemente. Al mismo tiempo el ayuntamiento adquirió unas casas adosadas a la muralla en la calle de la Muralla, y otra en las mismas condiciones junto al arco de San Martín, con el fin de derribarlas para dejar al descubierto los paños de muralla correspondientes. Asimismo, el Ministerio de Cultura a través de la Dirección General de Bellas Artes restauró en aquella década el arco de San Andrés, y posteriormente el paño de muralla interior que une el arco de San Martín con el de Santiago. Nuevamente el ayuntamiento compró a principios de 1986 otro edificio contiguo a la muralla en la zona suroeste, entre las calles Carchena y los Herreros, liberando un paño más, aunque su recuperación fue polémica, ya que sólo mantuvieron un metro de altura en la muralla, rebajando algunos tramos.
Entre 1988 y 1989 el ayuntamiento de Cuéllar mediante una Escuela Taller rehabilitó el paño sur de la Huerta del Duque, que presentaba grandes huecos que asemejaban impactos de artillería, y amenazaba con el peligro de derrumbarse sobre el citado parque. La actuación intervino en 225 m en una superficie de 800 m² para la que se utilizaron 630 m³ de piedra. Durante la restauración se descubrió una poterna mudéjar, especie de puerta falsa de la que no se tenía constancia.
El 2 de noviembre de 1998, durante las obras llevadas a cabo en la plaza de San Gil, que consistían en eliminar las edificaciones adosadas a la muralla y construir posteriormente una nueva oficina de turismo, se derribó ilegalmente un tramo de muralla de 11 m de largo x 4,5 m de alto x 2,20 m de ancho, justificado como un hundimiento accidental, que tras diversos informes se concluyó que se había tratado de un derribo provocado, y por ello la Junta de Castilla y León abrió un expediente administrativo al ayuntamiento, quien hizo caso omiso a las recomendaciones de los técnicos de la Comisión Territorial de Patrimonio meses antes de ejecutarse las obras. Finalmente el ayuntamiento fue condenado a pagar 8 millones de pesetas, por considerar que fue derrumbada por iniciativa suya.
A pesar de que meses después la Comisión de Patrimonio aprobó su restauración para volver a levantar el tramo de muralla, no se procedió a ello, sino que se habilitó como mirador perfilando en líneas rectas los restos que quedaron. Además, se rebajó en 7 m de largo casi 1,5 m de altura del paño de muralla sobre el que se adosó la nueva edificación, extrayendo por ello más de 13 m³ de piedra de la muralla.
A finales de verano de 2002 se llevó a cabo una importante restauración del paño de muralla ubicado en la calle Nueva, sobre el que se asienta el Hospital de la Magdalena, mediante un convenio entre el ayuntamiento de Cuéllar, el Ministerio de Trabajo y el Instituto Nacional de Empleo, cuyas obras fueron financiadas por la Comunidad Europea a través del Fondo Social Europeo.

### SigloXXI: restauración completa

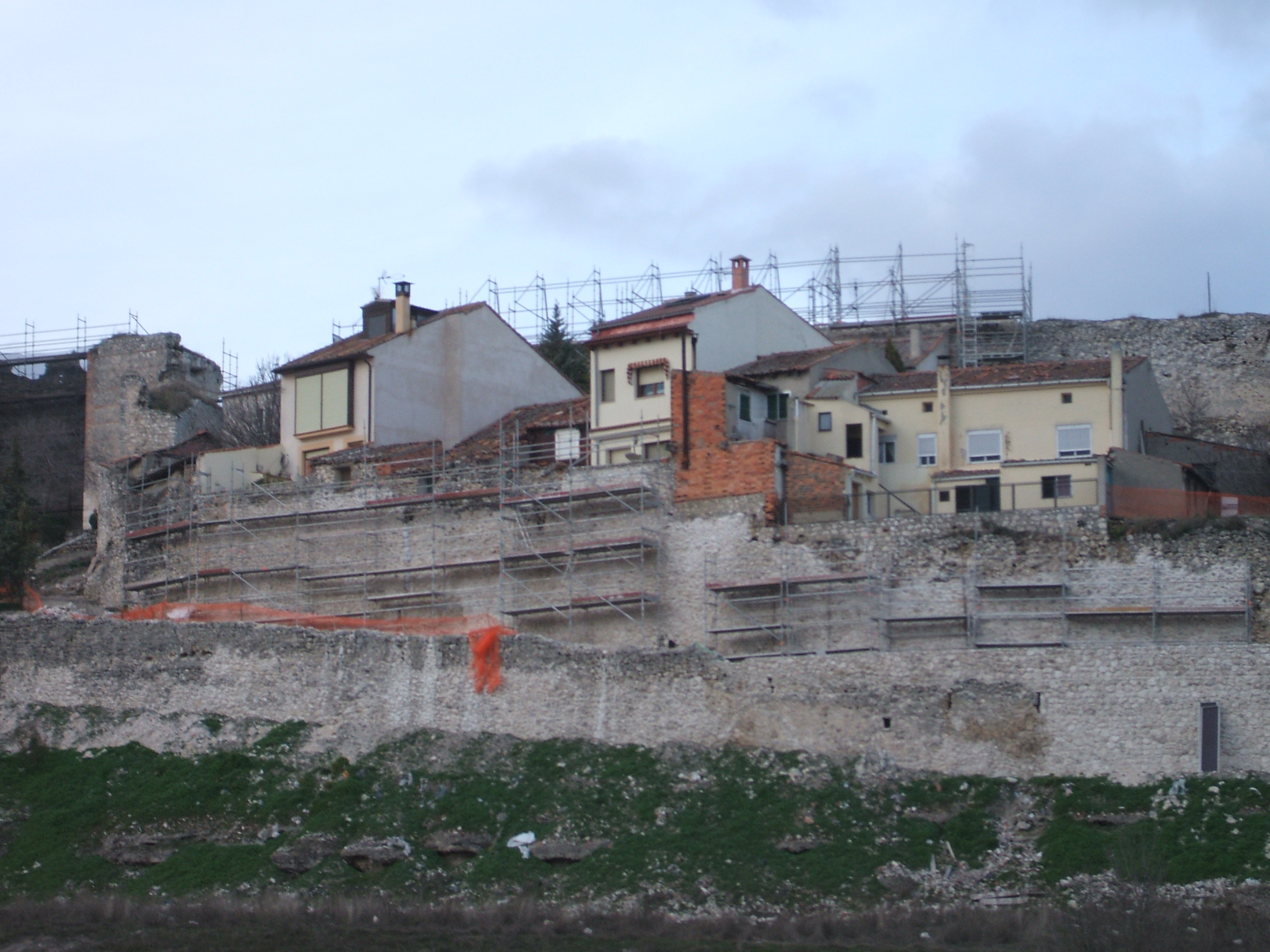
Paño de muralla cerca del arco de las Cuevas en plena restauración.

En el año 2000 se iniciaron las negociaciones para llevar a cabo una restauración integral del conjunto, a través de un proyecto financiado por el Gobierno español, que constaba de una estricta catalogación y descripción de los distintos lienzos de muralla de ambos recintos, y perseguía una línea europea de financiación, el Espacio Económico Europeo, a través del cual se logró la viabilidad de la restauración.

Las obras fueron adjudicadas el 15 de febrero de 2008 y comenzaron dos meses después, con una extensión durante 2009, 2010 y 2011, y un presupuesto aproximado de 3,4 millones de euros. El proyecto permitió acometer de forma conjunta y ordenada la restauración y consolidación del conjunto amurallado en diferentes fases de actuación.
Se llevó a cabo el recrecido de la mayor parte de lienzos, recuperando el camino de ronda y el almenado, incorporando accesos y haciendo transitable parte del recinto de la ciudadela, como motor turístico. Se realizaron excavaciones en el foso del castillo, para conseguir los niveles originales del mismo, y se cerró la muralla de la ciudadela en los dos extremos en los que se encuentra dividida, así como la reconstrucción del paño de muralla de la plaza de San Gil. Dentro del mismo plan, se llevó a cabo la restauración del exterior del ala oeste del castillo, y se incorporó la rehabilitación del Hospital de la Magdalena como albergue juvenil.
Para llevar a cabo la restauración de algunos paños de muralla, el ayuntamiento de Cuéllar adquirió diversos solares y edificaciones adosadas a la muralla con el fin de liberar la misma y permitir una visión más amplia del lienzo. Como criterio general, se procuró mantener el acabado original siempre que fue posible, pues el objetivo final del proyecto era la recuperación de las defensas, ponerlas en valor y hacerlas visitables en la parte más importante de su trazado.
Las obras finalizaron en el verano de 2011, sumando un presupuesto final de 3 538 286 euros, aportado en su totalidad por el Ministerio de Fomento de España a través del programa de Recuperación de Elementos y Recintos de Arquitectura Defensiva de la Secretaría de Estado de Vivienda y Actuaciones Urbanas. Finalmente, fueron inauguradas y abiertas al público el 22 de noviembre del mismo año, y en menos de dos meses se contabilizaron más de 5000 visitantes.

## Descripción

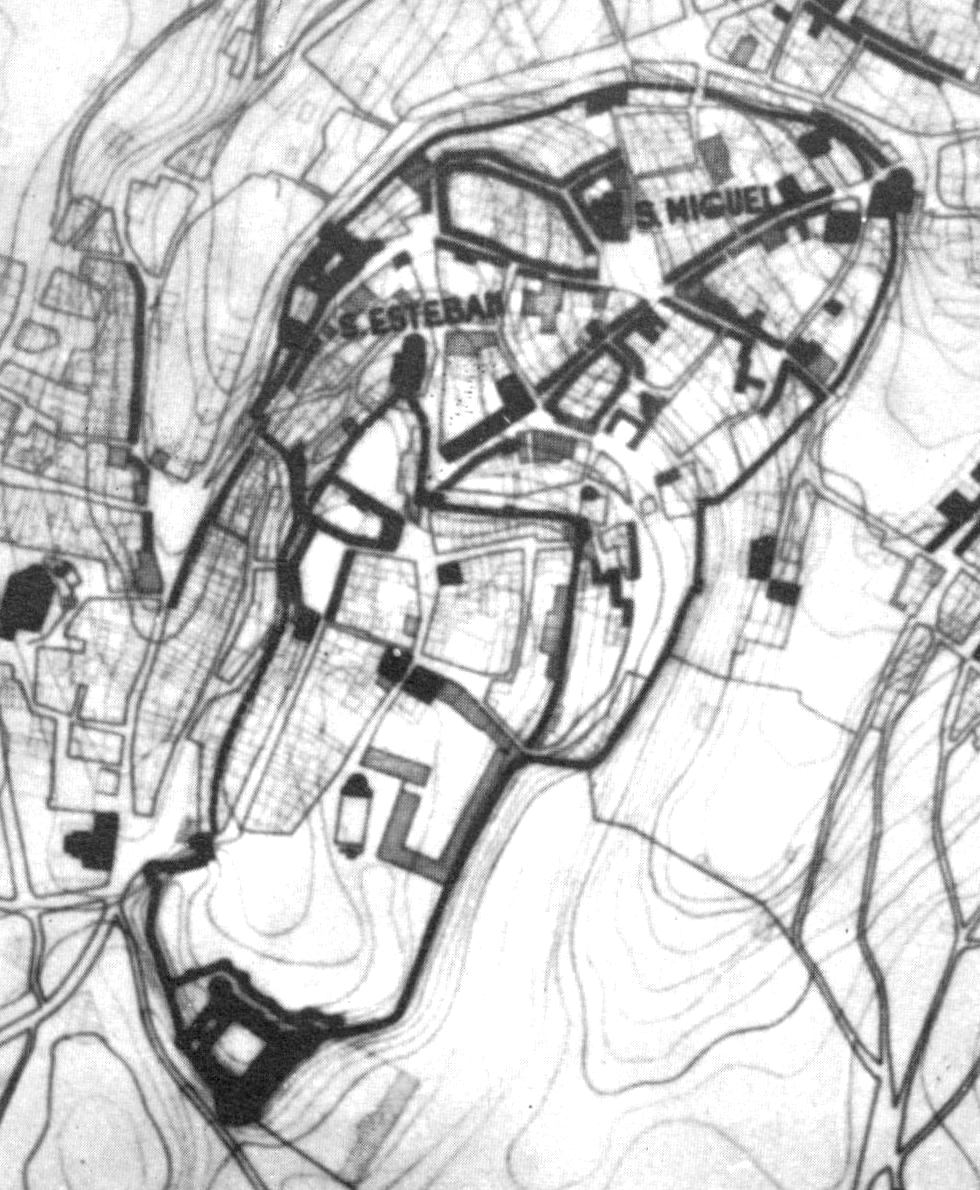
Planta del recinto murado de Cuéllar en un plano del.

En la actualidad, la muralla posee un perímetro total que supera los 1.400 metros, de los más de 2000 de origen, por lo que se conservan tres cuartas partes de la misma. Delimita en su interior una superficie de aproximadamente 14 hectáreas, y se integra perfectamente con el castillo, que es el principal baluarte defensivo de la villa.
Componen la muralla dos recintos diferentes unidos entre sí: la ciudadela y la ciudad. Ofrecen un grosor de un metro y medio aproximadamente y una altura que sobrepasa los 5 metros. La planta que delimitan sus muros puede asemejarse a la forma elíptica; en sus dos extremos y reforzando el perímetro en sus lugares más vulnerables, destacan dos construcciones: al oeste el castillo, y en el flanco oriental la iglesia de San Pedro, con su ábside bajomedieval proyectado fuera del recinto amurallado, de modo similar al que presenta el de la Catedral de Ávila (allí conocido como cimorro), y con un remate de sólidos contrafuertes.
Los materiales empleados son fundamentalmente de labores de cal y canto en mampostería, con algunos toques mudéjares en el torreón del arco de las Cuevas, el arco de San Andrés, el torreón de los Daza, el arco de San Basilio y la puerta sur del castillo. Los muros se levantan con una sucesión de hiladas de piedras de forma irregular y sin tallar, cogidas entre sí con cal. En la actualidad sólo algunos paños de muralla conservan su almenado, y se ha perdido casi en su totalidad el paseo de ronda o defensa por el que discurrían los soldados. También se observan restos de aspilleras y matacanes, principalmente en el entorno del arco de San Martín. No se tiene conocimiento de cómo eran los arcos de las Cuevas (posiblemente mudéjar a juzgar por su torreón), la Trinidad y Carchena.
La ciudadela parece seguir las antiguas fortificaciones del castro celtibérico destruido por los romanos; por otra parte semeja las construcciones de las alcazabas musulmanas. Como en los complejos defensivos de otras ciudades, también en Cuéllar las iglesias servían de remate a las murallas, así la de San Esteban y la de Santiago lo eran de la ciudadela, y San Pedro de la ciudad.

### Muralla de la ciudadela
En la parte más alta de la colina sobre la que se levanta Cuéllar, se localiza el primer recinto amurallado, el llamado de la ciudadela, que delimita un área separada del resto del burgo. Se trata del primer recinto murado de la villa, que más tarde se amplió colina abajo como consecuencia del crecimiento urbano. Abarca aproximadamente dos quintos de la superficie total amurallada, y se caracteriza por su situación más elevada, por su proximidad al castillo, y por su menor densidad de edificaciones, que se debe en parte, a la extensa explanada ubicada frente al castillo.
Partía del propio castillo, y atravesaba la Huerta del Duque mediante un largo paño al que sólo le falta el almenado, que aún se conservaba a mediados del siglo XIX, cortado a medio camino por el portillo mudéjar del Castillo. Remata este lienzo en un torreón cuadrangular con decoración mudéjar, que formaba parte de la defensa del desaparecido arco de las Cuevas. Es posible que en este punto se abriera otro portillo para dar entrada a la ciudad justo delante del desaparecido arco de las Cuevas, pues éste pertenecía a la ciudadela.
Desde la calle de las Cuevas la muralla continuaba su recorrido hasta el arco de Santiago, cuyo torreón era a la vez campanario de la iglesia de su nombre, adosada al muro. Desde este punto partía uno de los tramos más fuertes del recinto que aún conserva parte de su almenado, estaba defendido por un torreón intermedio de forma cuadrangular que se localiza en perfecto estado, y finalizaba en el fortísimo arco de San Martín. Una vez en él, la muralla hacía un quiebro en conformidad con la línea del terreno dirigiéndose a la parte trasera de la iglesia de San Esteban, dejándola fuera del recinto y aprovechando su ábside como bastión adelantado de la muralla, que se dirigía a cerrar tras el Estudio de Gramática. El paño de muro que une el Estudio con la puerta de la Judería es uno de los mejor conservados. Al igual que ocurría en el arco de las Cuevas, en este punto nace la muralla de la ciudad en busca del arco de San Andrés. Desde la Judería partía nuevamente la muralla a su encuentro con el castillo, también fortalecido por otro torreón semejante a los citados, actualmente desmochado y denominado Torreón de los Daza, por estar adosado a la casa solariega de esta familia nobiliaria ubicada en la plaza de San Gil. La muralla llegaba al arco de San Basilio a través de un paño prácticamente desaparecido en la actualidad, y de éste arrancaba otro paño que fue derribado para cruzar una calle en 1955 y que moría finalmente en el castillo.
La ciudadela era casi inexpugnable, y resultaba difícil penetrar en el recinto de la ciudad. Existían además defensas exteriores que vigilaban el valle. Dentro del recinto se integraban cinco puertas de acceso, a través de las cuales se accedía desde los distintos arrabales que conformaban la población; sólo se conservan cuatro, habiendo desaparecido el llamado arco de las Cuevas. Además, las iglesias de San Esteban y Santiago se convertían en baluartes defensivos para cerrar este primer recinto amurallado.

#### Puertas de acceso
Este recinto contenía cinco puertas interiores que comunicaban la ciudadela con el resto de la ciudad. El arco de San Basilio está orientado hacia el camino de Valladolid, Olmedo y Medina del Campo. San Martín, la más céntrica, unía la explanada del castillo con la importante plaza del Mercado del Pan; el arco de Santiago permitía el acceso desde el barrio de la Morería a la parte alta de la Villa; más al norte se sitúa la puerta de la Judería. Por último, el arco de las Cuevas permitía el acceso a la parte más meridional de la ciudad.
- Arco de San Basilio. Denominado inicialmente Puerta del Robledo, a partir del siglo XVII adoptó el nombre del monasterio fundado frente al mismo, bajo la advocación de San Basilio. Se trata de la puerta de acceso directo al recinto de la ciudadela, ubicado en la zona noroeste, y consiste en una pequeña fortaleza flanqueada de un cubo torneado y de un torreón de planta rectangular entre los que se localiza el adarve, sobre un arco de triple anillo.[35] Su construcción es una combinación de mampostería y ladrillo, con labores mudéjares en las arquerías y el torreón, que guarda similitud con el mudéjar toledano. Corona la puerta un triple armorial compuesto por las armas de Cueva y Toledo en los laterales, y centradas las del concejo de Cuéllar.
- Puerta de la Judería. Se la nombró así por estar integrada dentro del barrio hebreo de la villa. Se trata de la puerta que comunicaba ambos recintos, y su tamaño es el más reducido de todas. A diferencia del resto que se conserva, esta puerta no contiene torreones ni otra edificación de defensa, y está excavada directamente en la muralla, sin que sobresalga del paño.
- Arco de San Martín. Situado al este de la muralla, ya se denominaba así en 1437, cuando Fadrique de Aragón, conde de Luna, tomó posesión de la villa frente a este arco. Flanquean la puerta dos torreones de planta rectangular, que llevan los escudos de la Casa de Alburquerque, armas de la Cueva y Toledo. Destacan también las dovelas bajo las que se enmarca el escudo del concejo de la villa, que corona la puerta.
- Arco de Santiago. Nombre adoptado de la iglesia contigua al mismo. Es, junto con la puerta de la Judería, el de menor tamaño del conjunto, pues se trata por decirlo de algún modo, de una puerta peatonal, ya que su reducido tamaño impedía el paso de la posible caballería enemiga, si esta hubiera logrado atravesar la muralla de la ciudad. Su torreón defensivo era al mismo tiempo campanario de la iglesia adyacente, así como el ábside de la misma permitía la defensa del arco antes de que fuera tomado.[33] Se hundió en 1977 y fue restaurado de inmediato, aunque perdió buena parte de su altura.
- Arco de las Cuevas. Se desconoce el diseño de su construcción, pero a juzgar por el torreón cuadrangular que se conserva con decoración mudéjar, es posible que dicho arte se extendiese al conjunto. En él nacía la muralla de la ciudad; en 1858 su estado ya era de ruina y debió derribarse hacia 1895.

Además, dentro del recinto se localiza el portillo del castillo, que conserva restos de decoración mudéjar y está situado a medio camino entre la muralla que conectaba el castillo con el arco de las Cuevas, justo frente a la torre de la iglesia de San Martín, abierto y salvado el desnivel entre 'La Huerta del Duque' y 'La explanada del castillo' mediante unas escaleras tras la restauración de 2011. Se trata de un portillo para jinetes que comunicaba con el glacis.

#### Castillo

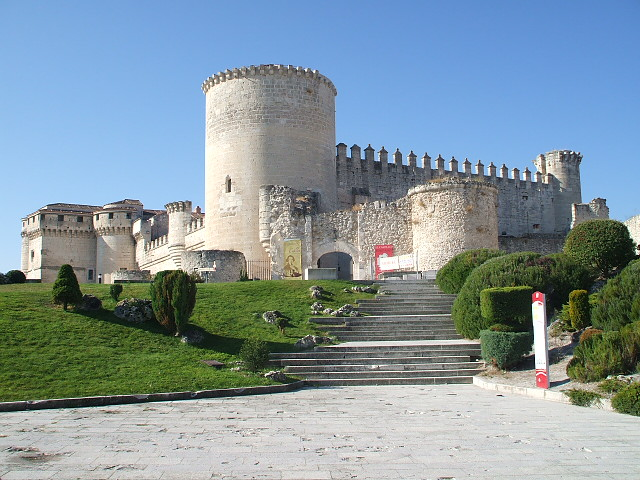
El castillo remataba la muralla.

El castillo está levantado sobre el ángulo sureste de la muralla, siendo su puerta mudéjar una antigua de las murallas, de gran semejanza con la puerta de San Basilio aunque de mayor envergadura. Esta puerta, llamada en la actualidad torre-puerta, presenta dos torreones laterales ligeramente girados para no permitir un frente directo de tiro frontal y producir el rebote de los proyectiles; posee un zaguán, en el que se localizan los restos de una doble puerta blindada, rastrillo y buhedera. En el interior del castillo también se localizan restos de un aljibe mudéjar, que pertenecería al complejo amurallado para servir de abastecimiento a los puestos de vigilancia, así como una galería del mismo estilo que era la escalera de acceso a una de las torres de la muralla, que al adosar el castillo a la misma, quedó cegada dentro de la fortaleza.

#### Iglesia de San Esteban

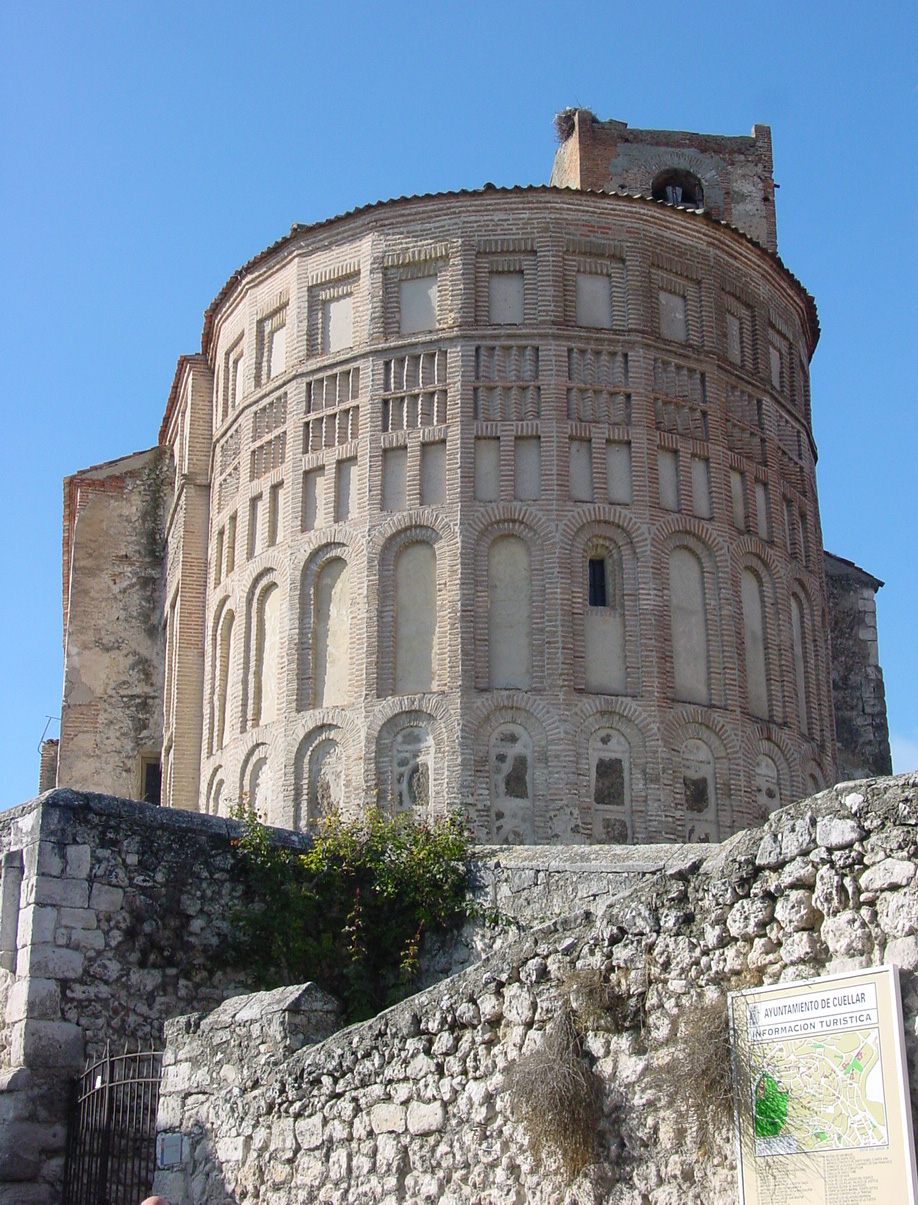
Iglesia de San Esteban.

Situada a extramuros de la ciudadela, pues esta cerraba frente al templo realizando un brusco quiebro, su alta torre de cal y canto estaba destinada primordialmente a proteger la muralla de posibles ataques. Rodea el templo un sistema de gruesos muros que recoge el entorno, revelando un aspecto fortificado. Lo que a simple vista hubiera de parecer el cementerio propio del templo, guarda en su base grandes sillares, que probablemente sean los únicos restos romanos que posea Cuéllar. Es posible que se trate de una fortificación anterior, reutilizada como defensa de la iglesia y recogimiento de su cementerio.

#### Iglesia de Santiago
La iglesia de Santiago, de la que se conserva en la actualidad su ábside mudéjar y restos de sus paredes, gozaba de gran reconocimiento entre los templos de la villa, por ser el lugar donde se reunía la nobleza cuellarana y donde tenía su sede la Casa de Linajes. Se alzaba rematando la muralla de la ciudadela, también extramuros de la misma y procurando con su torre mayor defensa en una zona vulnerable. Esta se encontraba adosada al muro, fortaleciendo el contiguo torreón del arco del mismo nombre.

### Muralla de la ciudad
De la muralla exterior que rodeaba el recinto de la ciudad se conservan pocos restos. Partía de la muralla de la ciudadela, cerca del arco de las Cuevas, donde aún se conserva parte del muro de arranque muy rebajado. Seguía su trayectoria hacia el convento de la Trinidad, sobre el que aún permanece en pie la base de un fuerte torreón, continuado por la muralla, que hace un quiebro hacia el sur para encontrarse con el desaparecido arco de la Trinidad después de discurrir por el portillo de Santa Marina.
A partir del arco de la Trinidad, la muralla apenas es visible en la actualidad, pues permanece oculta tras las edificaciones modernas, pero su trazado cruzaba en línea recta hasta encontrarse con la iglesia de San Pedro, a la que se adhiere por su parte trasera para convertir el templo en un fortín de defensa de la desaparecida puerta de San Pedro, situada en la parte más vulnerable de la villa.
Continúa la muralla por la calle que lleva su nombre, hasta la desaparecida puerta de Carchena, que también formaba un gran conjunto fortificado. A partir de ella el muro atraviesa el Palacio de Santa Cruz, reapareciendo en su fachada trasera como base de una galería de madera propia del palacio, continuando hacia el norte hasta el paño del Hospital de la Magdalena y terminando en el arco de San Andrés. Una vez pasado el arco el muro se dirigía nuevamente a su unión con la muralla de la ciudadela, junto a la puerta de la Judería, guardando en este recinto la plaza mayor y el núcleo de la ciudad antigua.

#### Puertas de acceso
El recinto de la ciudad contaba con cuatro puertas principales, de las cuales sólo se conserva una, la llamada de San Andrés. Como puede verse por su disposición, la localización de las puertas coincide con cierta precisión con el discurrir de las principales vías de comunicación que atraviesan Cuéllar. Así, el arco de San Andrés está próximo al camino que conduce a Valladolid, a Olmedo y a Medina del Campo; la puerta de Carchena se levanta en dirección a Peñafiel, el arco de San Pedro coincidía con la salida para quienes tomasen la dirección de Segovia y Cantalejo, y el de la Trinidad llevaba al camino de Arévalo.
- Arco de San Andrés. Situado en el lado norte, es uno de los de mayor esbeltez del conjunto; conserva restos mudéjares, y porta unas dovelas grandes, que enmarcan el escudo del concejo. Aún pueden apreciarse los quicios en que se apoyaban los portones con que se cerraba.
- Arco de Carchena. Localizado en la calle de su nombre, en el lado noroeste de la muralla, conectaba la zona franciscana conventual (tres monasterios) con el centro administrativo civil, la plaza mayor. Fue conocido posteriormente como Arco de San Francisco, por su cercanía con este monasterio. Aparece citado como de Carchena en 1416, año en que tomó posesión de la villa el Infante don Juan, por medio de un regidor y a los pies del arco.[nota 6] Fue mandado derribar por hallarse en ruinas en el año 1873, y a pesar de que no se tiene conocimiento gráfico de su forma y tamaño, sí se conserva una parte de lo que pudo ser la torre defensiva del lado norte de dicha puerta, así como un importante tramo de la muralla y la liza, que corresponde con la actual calle de La Muralla.[38]
- Arco de San Pedro. Ubicado al sudeste de la muralla, y situado junto a la iglesia del mismo nombre, hacía las veces de puerta principal de la villa, siendo el escenario elegido para algunas manifestaciones públicas cargadas de un fuerte simbolismo, como los cambios de titularidad del señorío de la Comunidad.[38][nota 7] Fue derribado en 1895 y sobre el mismo existían salas y casas habitadas.[14]
- Arco de la Trinidad. Se localizaba en el ángulo sur, y permitía el acceso al arrabal en torno a la iglesia de El Salvador y a los pies de Santa María de la Cuesta. No se conoce su forma y características, ya que fue mandado derribar entre 1879 y 1880 debido a su estado de ruina. Debe su nombre al cercano convento de la Trinidad, y todavía puede contemplarse el arranque del arco en una fachada de las edificaciones modernas.

Dentro de este recinto se localiza una puerta más, el conocido Portillo de Santa Marina, de estilo mudéjar, que comunicaba el espacio ocupado por las antiguas carnicerías con las huertas aledañas al convento de la Trinidad. Su entorno es conocido con el nombre de Dexángel, derivado de desagüe, puesto que los desagües de las carnicerías y otras aguas sucias pasaban bajo el paño de muralla de esta zona camino a la Huerta Herrera. Se trata en definitiva de un acceso de vigilancia.

#### Iglesia de San Pedro

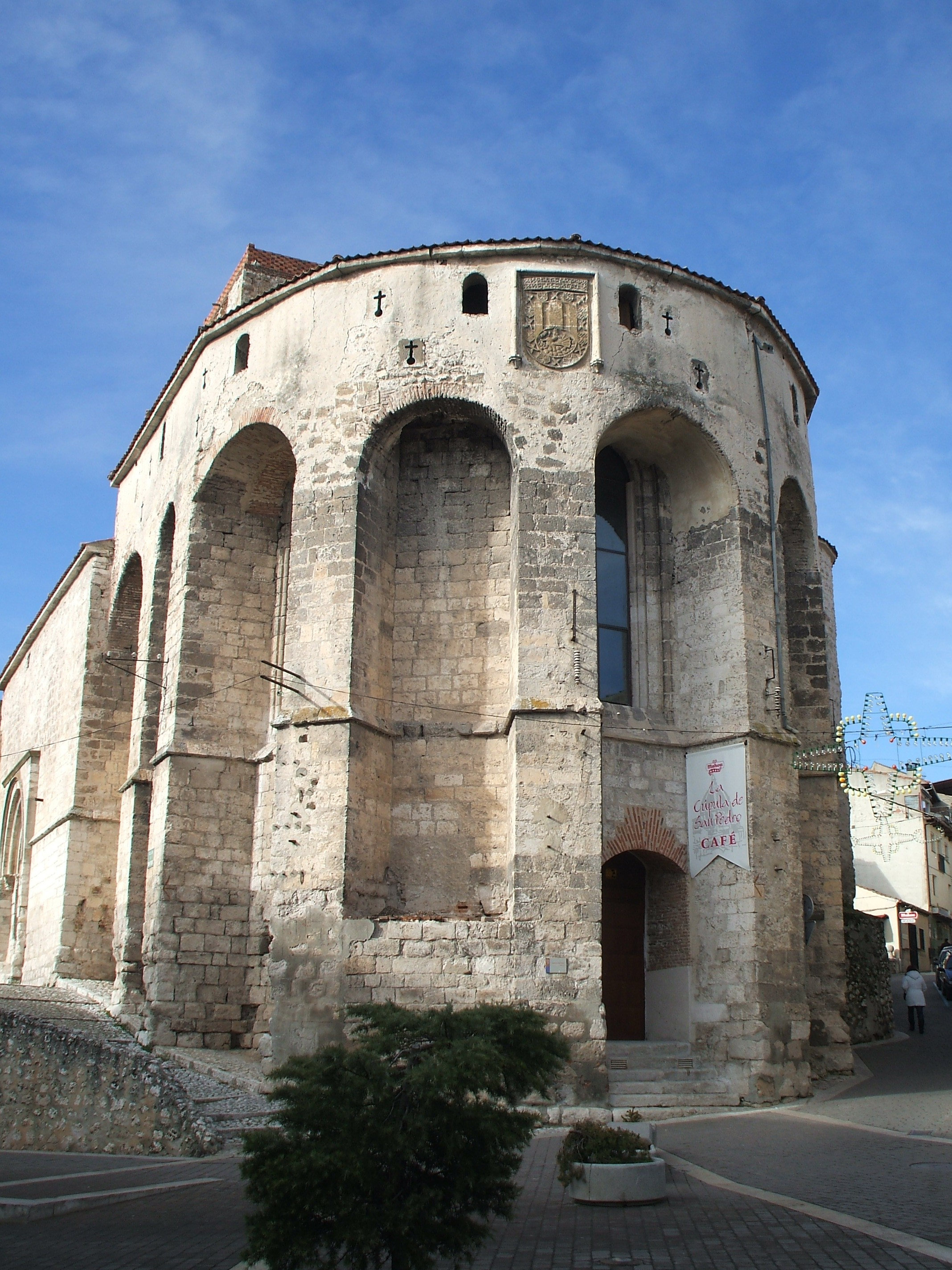
Iglesia fortificada de San Pedro.

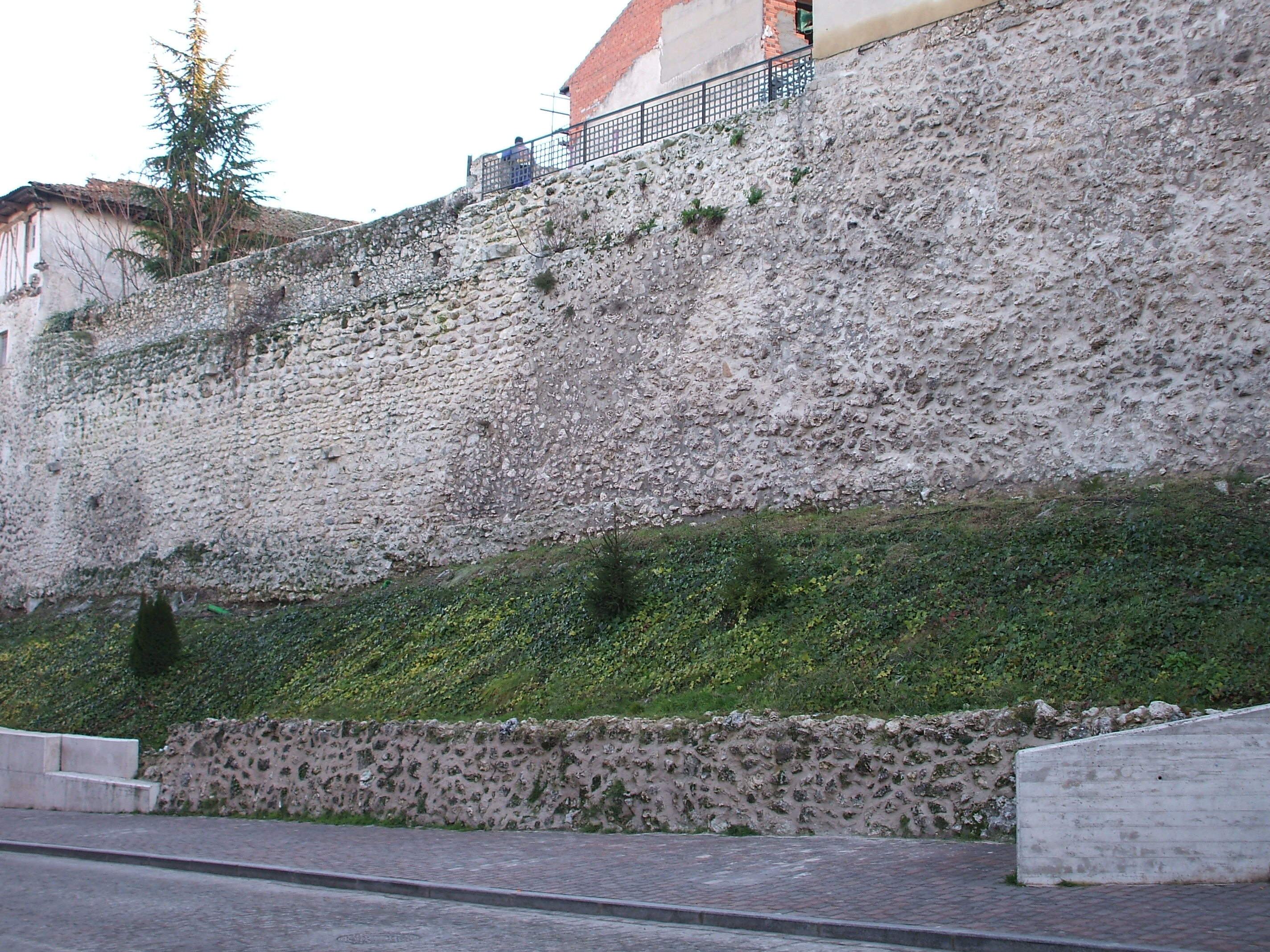
Tramo de contramuralla que se conserva en la calle Nueva (Muro inferior a ras del suelo).

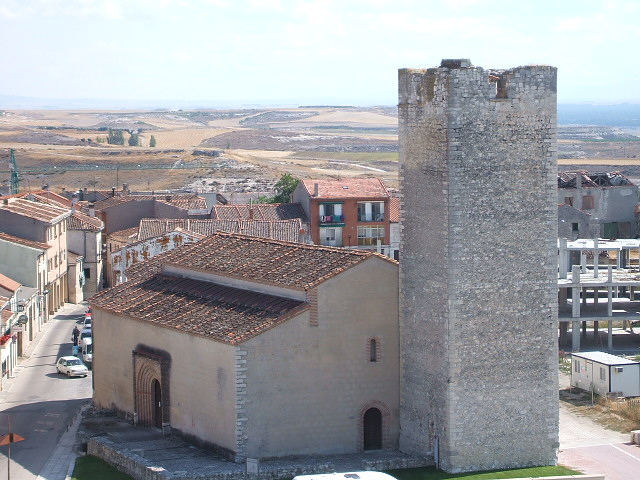
Torre de San Martín, muy similar a otros torreones propios de la muralla.

Situada en la zona sur de la muralla, remataba el punto más vulnerable de la misma, por lo que su construcción es una mezcla de ambos caracteres, tanto religiosa como militar, que la confiere un aspecto de fortaleza. Remataba la muralla a través de un ábside de piedra de cantería, reforzado con vanos de aspilleras en cruz, saeteras y matacanes, dirigidos mediante un adarve colgado cubierto sobre sus contrafuertes, que recorre el ábside incorporándolo al trazado del adarve de la muralla, que fue construido por Francisco Fernández de la Cueva, II duque de Alburquerque en el siglo XVI. Sobre el parapeto campea su escudo de armas junto a dos fuegos superpuestos con troneras cruz y orbe y aspilleras de bóveda escarzana.
Junto al arco de su nombre, adosado al ábside, la iglesia se convirtió en un pequeño fortín que confería mayor seguridad a la zona sur de la muralla, a través de la cual se extendía una amplia llanura y convirtiendo por ello la zona en un punto de riesgo.

### Contramuralla
La contramuralla, barrera o antemuro era un tercer recinto que abrazaba a los dos anteriores, y que en la actualidad se encuentra bastante deteriorado. Se trata de un baluarte de menores estructuras pero de gran importancia, y se presenta a modo de barbacana ante los muros de parte de la muralla de la ciudadela y de toda la de la ciudad.
Se localizan restos delante de las murallas de la ciudadela a su paso por la Huerta del Duque, y aparecen de forma clara frente a las de la ciudad junto al convento de la Trinidad, en cuyas cercanías se conservan restos de esta contramuralla muy bien almenados, y que continuaba hasta el arco de la Trinidad, desdoblándose en algunos tramos. Reaparece perfectamente visible en las cercanías de la iglesia de San Pedro, tras las edificaciones modernas de la Huerta Herrera, con algunos tramos almenados. Pasado el arco de San Pedro, continúa paralela a la calle de las Parras, donde sus casas están apoyadas sobre la contramuralla, a excepción de las últimas, que para cuya construcción se derribó la contramuralla hace una década. Aparecen nuevamente restos en la calle Nueva, que continúan hasta el arco de San Andrés. A partir de éste, continuaba por la calle de la Barrera (nombre que toma de la contramuralla), siguiendo paralela a la muralla hasta el arco de San Basilio. Al otro lado del mismo y hacia el castillo, reaparece hasta el gran cubo de Santo Domingo, perteneciente a la fortaleza.

### Recinto desaparecido
Recientes estudios han demostrado que existió un cuarto recinto, actualmente desaparecido, y que partiendo del castillo conectaba con el arco de San Basilio a través de una estructura de torreones, naciendo en dicho arco un muro que llegaba hasta un torreón de gran desarrollo, que al parecer, posteriormente se utilizaría como torre de la iglesia de San Martín; a través de una puerta el muro continuaba hasta unirse finalmente con la ciudadela. Este cuarto recinto reforzaría aún más el castillo, convirtiéndolo en un importante e inaccesible bastión.

## Funcionalidad
Su papel no se limitaba al ámbito defensivo, sino también al comercial y por ello al económico, y sobre todo realizaba una función estética, pues a través de ellas la ciudad mostraba su poder. La muralla medieval servía también como elemento diferenciador del interior urbano respecto a su entorno, y la línea de las murallas marcaba un límite jurisdiccional, así como la residencia dentro de ellas diferenciaba a los vecinos villanos de los aldeanos y de los extranjeros.
Con el tiempo su función militar dejó de tener importancia, y comenzó a primar un valor comercial, pues su presencia y factor de aislamiento la convertían en una aduana a través de la cual se canalizaba y regulaba el acceso a la ciudad, estipulado con el pago del arancel. También esta vigilancia facilitaba el cobro de importantes impuestos y tributos que se aplicaban al tránsito de personas y mercancías, de entre los que destacaban el portazgo, la alcabala o el cornado de la cerca, tributo especial existente en Castilla para este tipo de construcciones.
La separación impuesta por la muralla, sirvió también como barrera sanitaria que aislaba a los núcleos poblados de las pestes y epidemias tan frecuentes en la Edad Media. También influían en la salubridad del interior del recinto ciertas ordenanzas que prohibían arrojar basura y desperdicios dentro de la muralla, obligando a la población a depositarlo fuera.
La percepción que las gentes de la época tenían de las ciudades estaba ligada a sus murallas, y así el mundo urbano, delimitado dentro de su bastión fortificado ofrecía un aspecto dominante que resaltaba en el espacio circundante, y esta era la imagen que Cuéllar ofrecía al visitante, una imagen que era la que correspondía a la cabeza de una extensa Comunidad de Villa y Tierra, a una ciudad que debía ejercer su dominación jurisdiccional sobre el entorno.

## Vigilancia y mantenimiento
El dinero para la construcción o reparación de murallas solía proceder de los repartimientos, impuestos de prorrateo entre todos los habitantes de una comunidad de Villa y Tierra, no sólo el pueblo llano, sino que estaban incluidos los judíos, musulmanes, clérigos y nobles.
Las puertas que daban acceso a las murallas de la ciudadela y de la ciudad, se cerraban con grandes portones provistos de cerrojo, para que una vez cerrados, nadie pudiera entrar ni salir. Se pagaron a finales del siglo XVI varias partidas para poner cerrojos nuevos en las puertas de la Trinidad, Carchena y San Basilio. También se señalaban vigilantes de las mismas a mediados del siglo XVI; en 1551 se ordenó que guardase la puerta de la Trinidad el día de Santiago el señor Gil González y el día de Santa Ana el señor Diego Daza. Asimismo, el 1 de septiembre de 1564 se determinó que se pagara a los porteros que habían guardado las puertas de la villa lo que se les debiese.

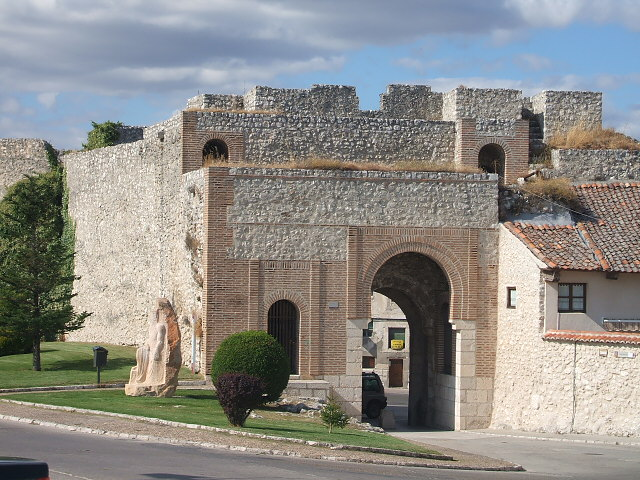
Interior del arco de San Basilio, donde puede observarse en la parte superior la estructura destinada a los vigilantes.

Por los apellidos de las personas nombradas para guardar las puertas puede deducirse que era la nobleza quien debía hacerse cargo de la vigilancia. Parece corroborar este hecho la estructura interna de la Casa de los Linajes. Esta institución nobiliaria estaba dividida en dos partidas, la de Arriba y la de Abajo, haciendo alusión a la división de la villa en dos mitades: por un lado la ciudadela y por otro la ciudad. Dentro de las dos partidas existían subdivisiones en adras y en cuartos. Las adras eran una división del vecindario de una ciudad, mientras que los cuartos, además de significar una división territorial, tenía una acepción militar que hacía alusión al turno de guardia entre cuatro: uno de centinela, uno de retén y dos de descanso. Esta división militar debió establecerse en su fundación, ocurrida en el siglo XIV, y estuvo vigente hasta principios del siglo XVII, en que desapareció y los caballeros únicamente fueron asentados en linajes y partidas, dejando a un lado las adras y cuartos. Parece coincidir también el momento de su desaparición con la época en que las murallas dejan de funcionar como un sistema defensivo para comenzar a convertirse en una barrera de aislamiento y vigilancia administrativa.